# Студио Гибли
Студио Гибли (на японски: 株式会社スタジオジブリ или Kabushiki-kaisha Sutajio Jiburi) е японско анимационно кино студио.
Първоначално е собственост на един от най-големите издатели в развлекателната индустрия – Tokuma Shoten. Логото на Гибли е образът на Тоторо от филма Моят съсед Тоторо на Хаяо Миадзаки. Няколко от продукциите на студио Гибли са носители на наградата Animage Anime Grand Prix, сред които Лапута: Замъкът в небето през 1986 г., Моят съсед Тоторо през 1988 г. и Доставките на Кики през 1989 г. През 2002 г. една от последните продукции на Миадзаки - Отнесена от духовете печели Оскар за най-добър анимационен филм.

Студио Гибли е основано през 1985 г. от прочутия режисьор Хаяо Миадзаки и дългогодишния му съдружник Исао Такахата. Един от най-известните филми, произведен от Гибли, който не е режисиран от Миадзаки, а от Такахата, е Гробът на светулките. Лентата проследява живота на две сирачета в края на Втората световна война в Япония.
През годините между Гибли и списание Animage се осъществява близко партньорство. Изданието регулярно публикува материали, свързани с филмите и режисьорите на Гибли в специална рубрика, озаглавена Ghibli Notes. Откъси от продукции на Гибли често стават корици на списанието.
Студио Гибли е известно и със строгата си политика относно промяната на оригиналните заглавия на филмите – собственост на компанията, когато се разпространяват в чужбина. Забраната на Гибли да бъдат променяни заглавията на техните филми идва след като лентата на Миадзаки Наусика: От долината на вятъра е излъчена в САЩ под заглавие „Воини на вятъра“. Освен това, продукцията е орязана и „американизирана“, претърпяла е смислова редакция, а сценарият е пренаписан.
Политиката на Гибли "no cuts" е официализирана, когато съсобственикът на Miramax Харви Уайнстийн предлага да редактира Принцеса Мононоке, за да направи филма по-комерсиален за американския пазар. В отговор от студио Гибли му изпращат автентичен самурайски меч (katana) и само 2 думи: "no cuts".

## Филми
- „Наусика: От долината на вятъра“ (風の谷の北東, 1984)
- „Лапута: Замъкът в небето“ (天空の城ラピュタ, 1986)
- „Гробът на светулките“ (火垂るの墓, 1988)
- „Моят съсед Тоторо“ (となりのトトロ, 1988)
- „Доставките на Кики“ (魔女の宅急便, 1989)
- „Едва вчера“ (おもひでぽろぽろ, 1991)
- „Порко Росо“ (紅の豚, 1992)
- „Океански вълни“ (海がきこえる, 1993)
- „Пом Поко“ (平成狸合戦ぽんぽこ, 1994)
- „Шепотът на сърцето“ (耳をすませば, 1995)
- „Принцеса Мононоке“ (もののけ姫, 1997)
- „Моите съседи Ямада“ (ホーホケキョとなりの山田くん, 1999)
- „Отнесена от духовете“ (千と千尋の神隠し, 2001)
- „Завръщането на котката“ (猫の恩返し, 2002)
- „Подвижният замък на Хоул“ (ハウルの動く城, 2004)
- „Приказки от Землемория“ (ゲド戦記, 2006)
- „Поньо от скалата край морето“ (崖の上のポニョ, 2008)
- „Тайният свят на Ариети“ (借りぐらしのアリエッティ, 2010)
- „На хълма с маковете“ (コクリコ坂から, 2011)
- „Вятърът се надига“ (風立ちぬ, 2013)
- „Приказка за принцеса Кагуя“ (かぐや姫の物語, 2013)
- „Спомени за Марни“ (思い出のマーニー, 2014)
- „Червената костенурка“ (La Tortue rouge, 2016)
- „Щипалката и вещицата“ (アーヤと魔女, 2020)
- „Момчето и чаплата“ (君たちはどう生きるか, 2023)